# Heading for Tomorrow
Heading for Tomorrow är det tyska power metal-bandet Gamma Rays debutalbum, utgivet i februari 1990 på Noise Records på vinyl och CD, och i Japan på Victor.
Albumet spelades in och gavs ut strax efter att Kai Hansen lämnat Helloween. Han rekryterade Ralf Scheepers (då i Tyran' Pace) till sångarpositionen. Bidrar på skivan gör bandets framtide basist Dirk Schlächter och Piet Sielck (senare i Iron Savior).
En musikvideo spelades in till "Space Eater".

## Låtlista
Side A
1. "Welcome" (instrumental) – 0:56
2. "Lust for Life" – 5:18
3. "Heaven Can Wait" – 4:27
4. "Space Eater" – 4:32
5. "Money" – 3:37
6. "The Silence" – 6:22

Side B
1. "Hold Your Ground" – 4:49
2. "Free Time" – 4:54
3. "Heading for Tomorrow" – 14:29

Bonusspår på CD-utgåvan
1. "Look at Yourself" (Uriah Heep-cover) – 4:42

Bonusspår på den japanska utgåvan
1. "Look at Yourself" – 4:42
2. "Mr. Outlaw" – 4:09

## Medverkande
Musiker
- Ralf Scheepers – sång
- Kai Hansen – gitarr, sång
- Uwe Wessel – basgitarr
- Mathias Burchardt – trummor

Bidragande musiker
- Dirk Schlächter – basgitarr
- Tommy Newton – gitarr
- Tammo Vollmers – trummor
- Mischa Gerlach – keyboard
- Fernando Garcia – bakgrundssång
- Annette Stangenberg – bakgrundssång
- Piet Sielck – bakgrundssång, keyboard

Produktion
- Kai Hansen – producent
- Karl-Ulrich Walterbach – exekutiv producent
- Ralf Krause – inspelningstekniker
- Piet Sielck – inspelningstekniker
- Tommy Newton – mixning
- Jörg Blank – omslagskonst, foto